# Nocona Hills, Texas
Nocona Hills, Texas (енгл. Nocona Hills) насељено је место без административног статуса у америчкој савезној држави Тексас.

## Демографија
По попису из 2010. године број становника је 675.
| Група             | 2000.    | 2010.       |
| Белци             | 0 (0,0%) | 624 (92,4%) |
| Афроамериканци    | 0 (0,0%) | 6 (0,9%)    |
| Азијати           | 0 (0,0%) | 0 (0,0%)    |
| Хиспаноамериканци | 0 (0,0%) | 36 (5,3%)   |
| Укупно            | 0        | 675         |